# Журба Кузьма Тимофійович
Кузьма́ Тимофі́йович Журба́ (11 листопада 1922, село Хрещате, Козелецький район, Чернігівська область — 19 листопада 1982, місто Чернігів) — український поет, журналіст, член Спілки письменників України (1963).

## Життєпис
Народився 1922 року у селі Хрещате (Козелецький район) в селянській родині. Друкуватися почав з 1938 року, у своїх творах захоплено оспівував любов до рідного краю, його історію та сучасність. Писав також для дітей. 1941-го закінчив Чернігівський сільськогосподарський технікум, 1942 року — Харківське військове-медичне училище.
Учасник німецько-радянської війни, відзначений бойовими нагородами.
Протягом 1951—1956 років працював на Чернігівському обласному радіо, а 1956—1982 роках — у редакції обласної газети «Деснянська правда».
Довгий час очолював обласне літературне об'єднання, від 1963 року — член Спілки письменників України.
Окремі вірші перекладено російською та чуваською мовами.
Видання:
- «Над красунею Десною», 1956
- «Плем'я Прометеїв: Нариси», 1960
- «Дорога до щастя», 1961
- «Перший грім», 1968
- «Серп», 1969
- «Лісові гостинці», 1971
- «Яблука падають», 1972
- «В чеканні весен», 1982 (посмертно)

Поеми:
- «Пелагея Василівна», 1957,
- «Галина», 1958,
- документальна комедія «Контори пишуть», 1969

Оповідання:
- «Червоні жоржини», 1958,
- «Розповідь Опанаса», 1958,

Байки:
- «Лампочка і сірник»,
- «Освічений осел»,
- «Метелик»,
- «Нагороди й бур'ян», всі — 1963,

Фейлетони:
- «Сонце? Переплюнем!», 1966,
- «Ляпкін-Тяпкін відповідає», 1966, інші
- нариси та статті
- брошура «Сатира та гумор у стінгазеті», 1959,
- тексти пісень (1951 та 1957—1958 роки)
- переклад з російської мови пісні «Прилуцький вальс» (1957).

1982 року загинув у автомобільній катастрофі.